# Nirgua (municipalité)
Pour les articles homonymes, voir Nirgua.
Nirgua est l'une des quatorze municipalités de l'État d'Yaracuy au Venezuela. Son chef-lieu est Nirgua. En 2011, la population s'élève à 58 932 habitants.

## Géographie

### Subdivisions
La municipalité possède deux paroisses civiles et une parroquia capital, traduite ici par « capitale » (en italiques et suivie d'une astérisque) avec, chacune à sa tête, une capitale (entre parenthèses) :
- Capitale Nirgua * (Nirgua) ;
- Salom (Salom) ;
- Temerla (Temerla).